# Berrueco
Berrueco község Spanyolországban,  Zaragoza tartományban. Berrueco Bello, Gallocanta, Castejón de Tornos és Tornos községekkel határos. Lakosainak száma 33 fő (2024).

## Nevezetességek
Berrueco egyike annak a hat községnek, amelyek területén osztozik Nyugat-Európa egyik legjelentősebb sóstava, a Gallocantai-tó.

## Népesség
A település népessége az utóbbi években az alábbiak szerint változott:
| Lakosok száma | 40   | 43   | 47   | 40   | 42   | 38   | 33   | 34   | 32   | 33   |
|               | 2001 | 2004 | 2007 | 2009 | 2012 | 2014 | 2017 | 2019 | 2022 | 2024 |